# Escriptura de dues caixes
Una escriptura de dues caixes o alfabet bicameral és un tipus d'escriptura que comprèn lletres minúscules (o de caixa baixa) i lletres majúscules (o de caixa alta). D'aquesta manera, cada caràcter disposa de dues alçades de caixa diferents, i també pot tenir dos traçats diferents. Per oposició, les escriptures que no tenen aquesta distinció es coneixen com a monocamerals o unicamerals.
Les lletres d'un format normal i no marcat s'anomenen minúscules, mentre que les lletres d'un format més gran, utilitzades en els casos determinats per l'ortotipografia, són les majúscules.
Entre les escriptures de dues caixes hi ha, entre d'altres, les següents:
- l'alfabet llatí;
- l'alfabet grec;
- l'alfabet ciríl·lic;
- l'alfabet armeni;
- l'alfabet copte.

L'alfabet georgià no és bicameral. Allò que Unicode considera com a majúscules és la variant asomtavruli, i les minúscules la variant mkhedruli.
Com a exemple, les set primeres lletres dels cinc alfabets citats amb les seves dues mides de caixa (primer les majúscules i a continuació les minúscules):
| Llatí   | Grec    | Ciríl·lic | Armeni  | Copte    |
| ------- | ------- | --------- | ------- | -------- |
| ABCDEFG | ΑΒΓΔΕΖΗ | АБВГДЕЖ   | ԱԲԳԴԵԶԷ | ⲀⲂⲄⲆⲈⲊⲌⲎ |
| abcdefg | αβγδεζη | абвгдеж   | աբգդեզէ | ⲁⲃⲅⲇⲉⲋⲍⲏ |

## Kana japonès
En escriptura japonesa, s'utilitzen tres tipus de caràcters: els sinogrames han, anomenats kanji, que tenen un valor conceptual, i els kanas, típicament japonesos, que tenen únicament valor fonètic i representen mores, els quals es subdivideixen alhora en dos tipus de sil·labari: l'hiragana per a les paraules d'origen japonès i el katakana per a les paraules d'origen estranger (generalment no xinesa, excepte certes excepcions). Com que aquests caràcters no permeten expressar ells sols totes les mores del japonès, hi ha unes combinacions de diversos caràcters que pal·lien aquesta mancança. És en aquest cas quan s'utilitza diferents alçades dels caràcters: el segon element de la combinació té una alçada del tipus menor. Per exemple, per escriure «kyu» en hiragana, es combina el caràcter き (ki) i una versió d'alçada menor del tipus del caràcter ゆ (yu), la qual cosa dona きゅ (kyu) en hiragana, l'equivalent en katakana és キュ (kyu) (kyu?). Els tres caràcters principals que tenen un tipus més petit són en hiragana : や (ya), よ (yo), ゆ (yu) i en katakana: ヤ (ya), ヨ (yo), ユ (yu), respectivament ゃょゅ i ャョュ. Cal mencionar igualment l'ús d'una versió més petita de つ (tsu) que serveix per indicar l'allargament de la consonant de la mora següent, per exemple combinar つ amb て (et) dona つて (tte), l'equivalent en katakana és ツテ (tte).
En certs casos més escassos, d'altres són també declinats a una versió a més petita alçada de tipus : ぃィぇェぉォぁァ.